# Карасёв, Николай Петрович
Николай Петрович Карасёв (16 мая 1937, Москва — 1991) — советский футболист, вратарь. Мастер спорта СССР (1961).

## Биография
Воспитанник московской ФШМ. Провёл за команду гостевой матч Кубка СССР 1955 против «Крыльев Советов» Воронеж (1:2). В 1956 году был в составе «Буревестника» Кишинёв. Участник Спартакиады народов СССР 1956 в составе сборной Молдавской ССР. С 1957 года выступал за «Крылья Советов» Куйбышев. Дебютировал в чемпионате 21 апреля в домашнем матче против московского «Торпедо» (0:2) — заменил после перерыва Владимира Мигалева и пропустил один гол. В своём втором и последнем матче в том году 30 августа пропустил в гостях шесть голов от «Динамо» Москва (0:6). В начале 1963 года перешёл в горьковскую «Волгу». По ходу сезона-68 перешёл в «Торпедо» Подольск, где на следующий год завершил карьеру.
Всего в классе «А» в 1957—1960, 1962—1964 годах провёл 114 матчей.